# Jekatierina Juszewa
Jekatierina Pietrowna Juszewa (ros. Екатерина Петровна Юшева, ur. 30 kwietnia 1973 w Rostowie nad Donem) – rosyjska florecistka, wielokrotna medalistka mistrzostw świata.
Podczas mistrzostw świata w Nîmes w 2001 roku Rosjanki w składzie: Jekatierina Juszewa, Swietłana Bojko, Olga Łobincewa i Julija Chakimowa zdobyły srebro w zawodach drużynowych. W rywalizacji indywidualnej wywalczyła tam brązowy medal, plasując się za Włoszką Valentiną Vezzali i Niemką Sabine Bau. Na rozgrywanych rok później mistrzostwach świata w Lizbonie była najlepsza drużynowo i druga indywidualnie. Zdobyła również srebrny medal w turnieju drużynowym na mistrzostwach świata w Hawanie w 2003 roku.
Wystartowała na igrzyskach olimpijskich w Sydney w 2000 roku, gdzie była piąta drużynowo, a indywidualnie zajęła 17. miejsce. Brała też udział w igrzyskach olimpijskich w Atenach w 2004 roku, zajmując dwunaste miejsce w zawodach indywidualnych.
Zdobyła złoty medal drużynowo na mistrzostwach Europy w Płowdiwie (1998). Wywalczyła również brązowe medale drużynowo na mistrzostwach Europy w Moskwie (2002), drużynowo i indywidualnie na mistrzostwach Europy w Bourges (2003) oraz srebrny drużynowo na mistrzostwach Europy w Kopenhadze (2004).